# Distretto di Tipasa
Il distretto di Tipasa è un distretto della provincia di Tipasa, in Algeria.

## Comuni
Il distretto comprende 1 comune:
- Tipasa